# Friedrich Wilhelm Horn (Theologe)

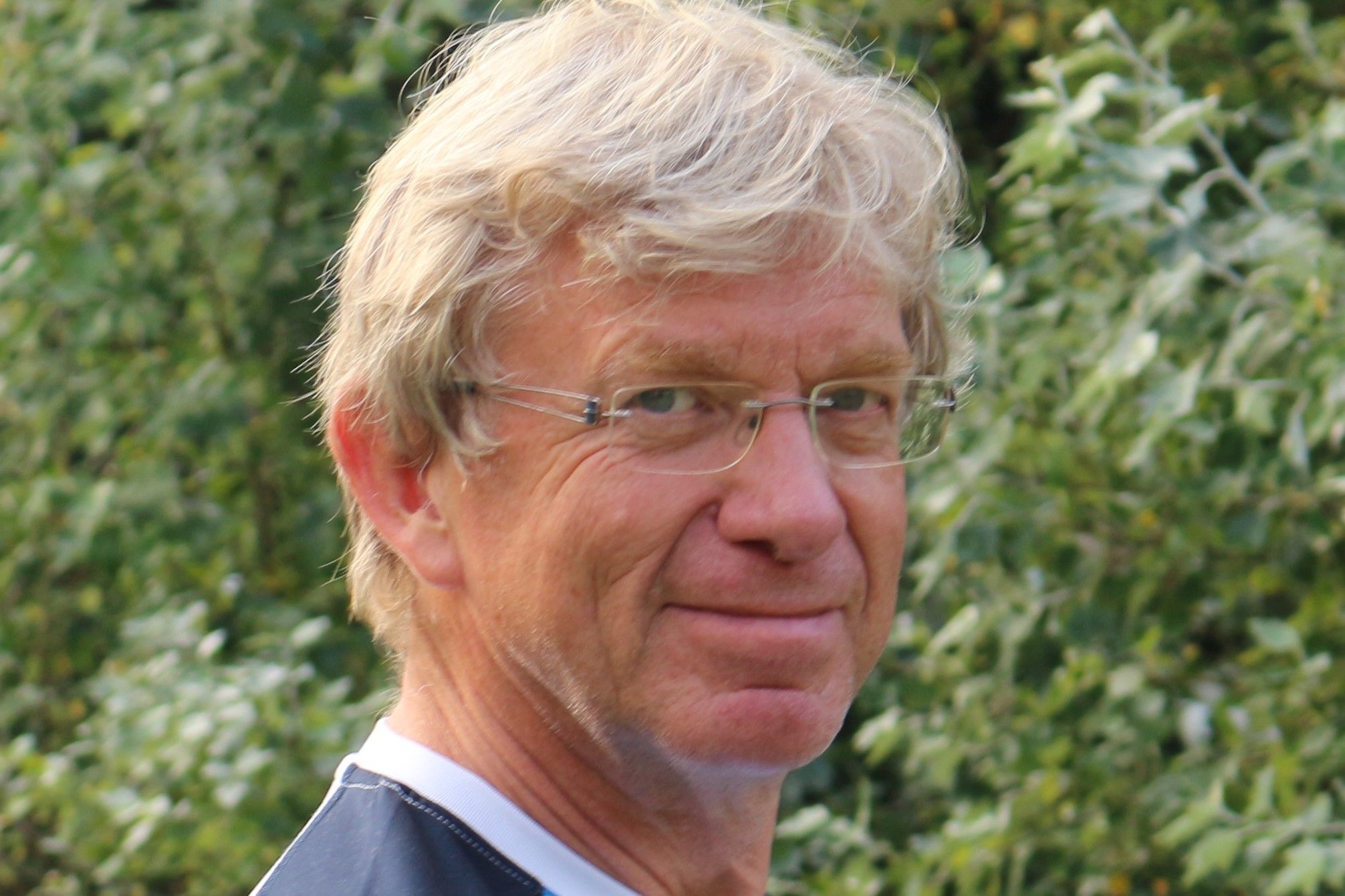
Friedrich Wilhelm Horn, 2015

Friedrich Wilhelm Horn (* 22. Oktober 1953 in Denklingen) ist ein deutscher evangelischer Theologe. Er war von 1992 bis 1996 Professor für Neues Testament an der Gerhard-Mercator-Universität Duisburg und von 1996 bis zu seiner Emeritierung 2019 in derselben Funktion an der Johannes Gutenberg-Universität Mainz tätig.

## Leben
Nach dem Abitur an der Hollenberg-Schule in Waldbröl studierte Friedrich Wilhelm Horn von 1972 bis 1978 Evangelische Theologie in Wuppertal und Göttingen. Im Anschluss an das Erste Theologische Examen war er zunächst von 1978 bis 1981 Repetent für Neues Testament an der Theologischen Fakultät der Georg-August-Universität Göttingen, bevor er bis 1983 ein Vikariat in Salzgitter-Bad absolvierte, das er mit dem Zweiten Theologischen Examen der Evangelisch-lutherischen Landeskirche in Braunschweig ablegte. Von 1983 bis 1985 war Horn Pfarrer an der St.-Vincenz-Kirche in Schöningen und nahm parallel einen Lehrauftrag am Fachbereich Evangelische Theologie der Universität Hamburg wahr. Von 1985 bis 1991 war er Akademischer Rat auf Zeit an der Theologischen Fakultät der Georg-August-Universität Göttingen und 1991 Stipendiat der Heisenberg-Stiftung.
Im Jahr 1982 wurde Horn von der Georg-August-Universität Göttingen mit einer Arbeit zu Glaube und Handeln in der Theologie des Lukas promoviert. Er habilitierte sich 1990 mit Studien zur paulinischen Pneumatologie unter dem Titel Das Angeld des Geistes.
Sowohl von 1999 bis 2001 als auch von 2006 bis 2008 übernahm er das Amt des Dekans des gemeinsamen Fachbereichs von Evangelischer und Katholischer Theologie, von 2005 bis 2008 stand er ebenso der Evangelisch-theologischen Fakultät vor. In der Wissenschaftlichen Gesellschaft für Theologie war Horn von 2002 bis 2005 stellvertretender Vorsitzender, von 2005 bis 2008 Vorsitzender der Sektion Neues Testament. Neben seiner akademischen Tätigkeit wirkt Horn auch in kirchlichen Gremien mit: Von 1997 bis 2004 war er berufenes Mitglied der achten Landessynode der Evangelischen Kirche in Hessen und Nassau. Seit 2007 ist er zudem Mitglied der für die Pfarramts- und Magister-Studiengänge zuständigen Fachkommission der Gemischten Kommission für die Reform des Theologiestudiums in der EKD.
Friedrich Wilhelm Horn ist mit der Byzantinischen Kunstgeschichtlerin und Theologin Martina Horn, geb. Stoll, verheiratet. Sie haben drei Kinder.

## Veröffentlichungen (Auswahl)
Monographien
- Glaube und Handeln in der Theologie des Lukas (= Göttinger theologische Arbeiten. 26). Göttingen 1983, 2. Auflage 1986.
- Das Angeld des Geistes. Studien zur paulinischen Pneumatologie (= Forschungen zur Religion und Literatur des Alten und Neuen Testaments. 154). Göttingen 1992.
- Paulusstudien (= Neutestamentliche Entwürfe zur Theologie. 22). Tübingen 2017.

Herausgeberschaften
- Bilanz und Perspektiven gegenwärtiger Auslegung des Neuen Testaments (= Beihefte zur Zeitschrift für die neutestamentliche Wissenschaft. 75). Berlin/New York 1995.
- (Bearb. und Erg.): Georg Strecker: Theologie des Neuen Testaments. Berlin/New York 1995, engl. Übersetzung Berlin/New York/Louisville 2000.
- mit Karl-Wilhelm Niebuhr et al.: Grundinformation Neues Testament. Eine bibelkundlich-theologische Einführung. Göttingen 2000, 4. Auflage 2011.
- Das Ende des Paulus. Historische, theologische und literaturgeschichtliche Aspekte (= Beihefte zur Zeitschrift für die neutestamentliche Wissenschaft. 106). Berlin/New York 2001.
- mit Michael Wolter: Studien zur Johannesoffenbarung und ihrer Auslegung. Festschrift für Otto Böcher zum 70. Geburtstag. Neukirchen-Vluyn 2005.
- mit Friederike Nüssel: Taschenlexikon Religion und Theologie. 3 Bände und 1 Registerband. 5. Auflage. Göttingen 2008.
- Dietrich-Alex Koch: Hellenistisches Christentum. Schriftverständnis – Ekklesiologie – Geschichte (= Novum testamentum et orbis antiquus/Studien zur Umwelt des Neuen Testaments. 65). Göttingen 2008.
- mit Ruben Zimmermann: Jenseits von Indikativ und Imperativ. Begründungszusammenhänge neutestamentlicher Ethik. Band 1 (= Wissenschaftliche Untersuchungen zum Neuen Testament I. 238). Tübingen 2009.
- Paulus Handbuch. Mohr-Siebeck, Tübingen 2013, ISBN 978-3-16-150082-4.
- mit Ulrich Volp, Ruben Zimmermann: Ethische Normen des frühen Christentums. Gut – Leben – Leib – Tugend (= Kontexte und Normen neutestamentlicher Ethik. 4). Tübingen 2013.
- mit Ulrich Volp, Ruben Zimmermann: Metapher – Narratio – Mimesis – Doxologie. Begründungsformen frühchristlicher und antiker Ethik (= Wissenschaftliche Untersuchungen zum Neuen Testament. 356). Tübingen 2016.
- mit Eve-Marie Becker, Dietrich-Alex Koch: Der „Kritisch-exegetische Kommentar“ in seiner Geschichte. H. A. W. Meyers KEK von seiner Gründung 1829 bis heute. Göttingen 2017.
- Glaube, TDT 13, Tübingen 2018

Herausgeberschaft einer Schriftenreihe
- Neutestamentliche Entwürfe zur Theologie. Seit Band 10. Tübingen/Basel, 2005.